# Arcangelo Salimbeni

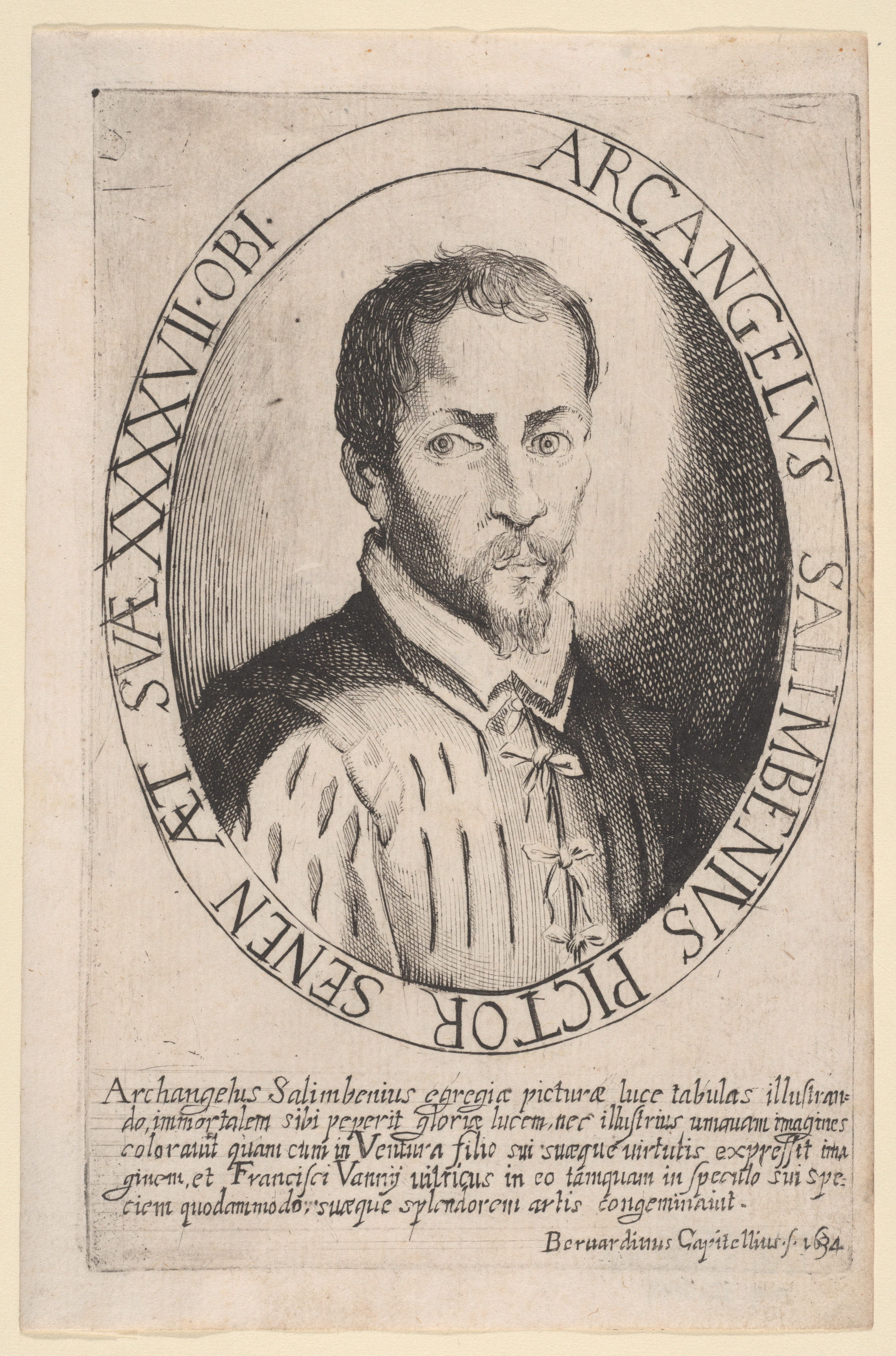
Arcangelo Salimbeni (1634)

Arcangelo Salimbeni (* um 1536 in Siena; † 1579 ebenda) war ein italienischer Maler.

## Leben
Wurde als Arcangelo Salimbeni di Leonardo in Siena geboren. Er war Vater von Ventura Salimbeni und Stiefvater von Francesco Vanni. Die Malerei erlernte er bei Bartolomeo Neroni, Riccio genannt. Selbst lehrte er Pietro Sorri. Folgte zunächst dem Stil von Domenico Beccafumi und Sodoma, später zeigen sich Einflüsse von Federico Zuccaro und Marco Pino.

## Werke (Auswahl)
- Arezzo, Museo statale d’arte Medievale e Moderna: La Madonna e l’Angelo: l’Annunciazione[2]
- Castelnuovo Berardenga, Propositura dei Santi Giusto e Clemente: Sacra famiglia con Santa Caterina da Siena (zugeschrieben)
- Pienza, Museo diocesano di Pienza, Saal 7: Madonna del Rosario (1580, entstammt der Kirche Chiesa di S. Lorenzo a Vergelle, Ortsteil von San Giovanni d’Asso)[3]
- Poggibonsi, Ortsteil Staggia Senese, Chiesa di Santa Maria Assunta: Cristo in Pietà (1579)[4]
- Siena, Basilica di San Domenico: Uccisione di San Pietro Martire (1579)
- Siena, Chiesa di San Niccolò del Carmine:
  - Altarsockel mit den Werken Sogno di Giuseppe, Fuga in Egitto und Epifania
  - Fertigstellung des Werkes Adorazioni dei Pastori des Riccio (Bartolomeo Neroni)
- Siena, Palazzo Chigi-Saracini, Nebenraum des Sala di Legno: Estasi di Santa Caterina
- Siena, Oratorio di San Bernardino, Museo Diocesano di Arte Sacra, Saal 6:
  - Cristo nell’Orto, auch als Orazione nell’Orto erwähnt[5]
  - Ultima Cena
- Siena, Palazzo Piccolomini, Archivio di Stato di Siena:
  - La Madonna con Bambino ed i Santissimi Giovanni Evangelista e Caterina da Siena adorati dal Camarlingo in abiti militari (Museo delle Biccherne)[6]
  - La Madonna e l’Angelo: l’Annunciazione (Museo delle Biccherne)[7]
- Siena, Palazzo Pubblico, Sala della Cancelleria di Biccherna: Figure allegoriche (zugeschrieben[8])
- Siena, Palazzo Salimbeni, Kunstsammlung der Monte dei Paschi di Siena:
  - Compianto sul Cristo Morto (Öl auf Leinwand, 200 × 140 cm, um 1576/77 entstanden, Salone della Rocca)[9]
  - Cristo in Pietà deposto dalla Croce (1579)
  - Crocifissione (Öl auf Leinwand, 31,7 × 32 cm, um 1575 entstanden)[10]
  - Salomè presenta a Erode la testa di San Giovanni Battista (Öl auf Leinwand, 19,5 × 33,5 cm, um 1575 entstanden)[11]
  - Trasporto del corpo di San Giovanni Battista (Öl auf Leinwand, 30 × 30 cm, um 1575 entstanden)[12]
- Siena, Pinacoteca Nazionale, Saal 22: Madonna incoronata all’Eterno